# Katharina Haecker
Katharina Haecker (Hamburgo, Alemania, 31 de julio de 1992) es una deportista australiana que compite en judo.
Ganó cinco medallas en el Campeonato de Oceanía de Judo entre los años 2014 y 2018, dos medallas en el Campeonato Asiático y de Oceanía, en los años 2019 y 2021, y tres medallas en el Campeonato Panamericano y de Oceanía de Judo, en los años 2022 y 2024.

## Palmarés internacional
| Campeonato de Oceanía                | Campeonato de Oceanía    | Campeonato de Oceanía | Campeonato de Oceanía |
| Año                                  | Lugar                    | Medalla               | Categoría             |
| ------------------------------------ | ------------------------ | --------------------- | --------------------- |
| 2014                                 | Auckland (Nueva Zelanda) | Medalla de oro        | –63 kg                |
| 2015                                 | Païta (Francia)          | Medalla de oro        | –63 kg                |
| 2016                                 | Canberra (Australia)     | Medalla de oro        | –63 kg                |
| 2017                                 | Nukualofa (Tonga)        | Medalla de oro        | –63 kg                |
| 2018                                 | Numea (Francia)          | Medalla de oro        | –63 kg                |
| Campeonato Asiático y de Oceanía     |                          |                       |                       |
| Año                                  | Lugar                    | Medalla               | Categoría             |
| 2019                                 | Fujairah (EAU)           | Medalla de bronce     | –63 kg                |
| 2021                                 | Biskek (Kirguistán)      | Medalla de plata      | –63 kg                |
| Campeonato Panamericano y de Oceanía |                          |                       |                       |
| Año                                  | Lugar                    | Medalla               | Categoría             |
| 2022                                 | Lima (Perú)              | Medalla de oro        | –63 kg                |
| 2023                                 | Calgary (Canadá)         | Medalla de oro        | –63 kg                |
| 2024                                 | Río de Janeiro (Brasil)  | Medalla de oro        | –63 kg                |